# Tiroler Symphonieorchester Innsbruck
Das Tiroler Symphonieorchester Innsbruck (TSOI) ist ein österreichisches Orchester, das 1893 von Martin Spörr in Innsbruck gegründet wurde.

## Geschichte
Martin Spörr, Lehrer am Innsbrucker Musikverein, gründete das Orchester anlässlich der ersten Tiroler Landesausstellung 1893 als Stadtorchester Innsbruck. Es wurde bald im Landestheater und im Musikverein eingesetzt. Ab 1954 wurden regelmäßig Gastdirigenten eingeladen, außerdem übersiedelte man in den neugebauten Stadtsaal. Den heutigen Namen trägt das Orchester seit 1997. Bis heute ist es an zahlreichen Theater- und Opernproduktionen des Landestheaters beteiligt; seit 2005 besteht zu diesem Zweck auch die Veranstaltungsholding Tiroler Landestheater und Orchester GmbH Innsbruck.

## Chefdirigenten
- Martin Spörr (1893–1901)
- Karl Krafft-Lortzing (1901–1907)
- Josef Werner (1907–1914)
- Max Köhler (1914–1918)
- Emil Schennich (1918–1928)
- Rudolf Kattnigg (1928–1934)
- Fritz Weidlich (1935–1942, 1945–1952)
- Kurt Rapf (1953–1960)
- Robert Wagner (1960–1966)
- Karl Randolf (1966–1972)
- Edgar Seipenbusch (1972–1992)
- Kasper de Roo (1992–1997)
- Georg Schmöhe (1997–2004)
- Dietfried Bernet (2005–2008)
- Georg Fritzsch (2009–2010)
- Christoph Altstaedt (2011–2012)
- Francesco Angelico (2013–2017)
- Kerem Hasan (2019–2023)
- Ainars Rubikis (2025–)

## Belege
1. ↑  11. allgemeine Sitzung des Gemeinderates der Landeshauptstadt Innsbruck. (PDF) Gemeinde Innsbruck, 10. Dezember 2009, S. 55, abgerufen am 7. Dezember 2015.